# Anthea Askey
Anthea Shirley Askey (2 de marzo de 1933 – 28 de febrero de 1999) fue una actriz inglesa, popular en la televisión de la década de 1950.

## Resumen biográfico
Nacida en Londres, Inglaterra, su padre era el actor y comediante Arthur Askey, con el cual trabajó en muchos programas televisivos.
Entre sus primeras actuaciones para la TV se incluyen Love and Kisses, con el papel de Rose Brown, actuando junto a su padre, The Love Match, Ramsbottom Rides Again, Before Your Very Eyes, Living It Up, The Dickie Henderson Half-Hour, Arthur's Treasured Volumes y un cameo en Make Mine a Million en 1959. 
Además, en 1993 protagonizó un episodio de The Darling Buds of May. 
Anthea Askey falleció en Worthing, Inglaterra, en 1999, a causa de un cáncer. 